# Пітер Одіамбо
Пітер Опійо Одіамбо (англ. Peter Opiyo Odhiambo; 20 жовтня 1966) — кенійський боксер, чемпіон Всеафриканських ігор.

## Аматорська кар'єра
На Іграх Співдружності 1994 здобув дві перемоги, а у півфіналі програв Дейлу Брауну (Канада).
1995 року на Всеафриканських іграх здобув чотири перемоги, у тому числі над Полом Мбонго (Камерун) у фіналі, і став чемпіоном.
На Олімпійських іграх 1996 програв у першому бою Полу Мбонго (Камерун).